# Hozier (álbum)
Hozier é o álbum de estúdio de estréia do cantor e compositor irlandês Hozier, o álbum contém a faixa Take Me to Church. Bem recebido pelos críticos de música, Hozier também foi indicado como “Melhor Artista Masculino Internacional” no Brit Awards e “Música do Ano” no Grammy.

## Lista de Faixas[4]
Todas as faixas escritas e compostas por Hozier, exceto "Someone New" que foi escrita por Hozier e Sallay Matu Garnett. 
| N.º            | Título                                       | Duração |  |
| 1.             | "Take Me to Church"                          | 4:02    |  |
| 2.             | "Angel of Small Death and the Codeine Scene" | 3:39    |  |
| 3.             | "Jackie and Wilson"                          | 3:43    |  |
| 4.             | "Someone New"                                | 3:42    |  |
| 5.             | "To Be Alone"                                | 5:23    |  |
| 6.             | "From Eden"                                  | 4:43    |  |
| 7.             | "In a Week" (participação de Karen Cowley)   | 5:18    |  |
| 8.             | "Sedated"                                    | 3:27    |  |
| 9.             | "Work Song"                                  | 3:49    |  |
| 10.            | "Like Real People Do"                        | 3:18    |  |
| 11.            | "It Will Come Back"                          | 4:37    |  |
| 12.            | "Foreigner's God"                            | 3:45    |  |
| 13.            | "Cherry Wine" (Ao Vivo)                      | 4:00    |  |
| Duração total: | Duração total:                               | 53:26   |  |